# Дайка, Джоби
Джоби Дайка (англ. Jobie Dajka; 11 декабря 1981, Берк — 4 апреля 2009, Аделаида) — австралийский велогонщик, выступавший на треке.

## Биография
Выпускник Австралийского института спорта, от которого получил звание спортсмена года среди юниоров в 1999 году, а в 2002 и 2003 годах — награды за достижения.
В 1998 году Дайка завоевал серебро в командном спринте на юниорском чемпионате мира, через год взял в обеих разновидностях спринта золото, а также бронзу в гонке на 1 км. Однако на домашние Олимпийские игры 2000 года в Сиднее Джоби не попал, но уже в 2001 году взял свою первую награду на взрослом чемпионате мира — серебро в командном спринте. 2002 год стал самым удачным в его карьере, было выиграно два золота: в кейрине на чемпионате мира и в командном спринте на Играх Содружества. Ещё в 2002 году Джоби увёз с мирового первенства два серебра, а с Игр Содружества — одну бронзу. В 2003 году чемпионата мира принёс австралийцу два серебра.
Перед Олимпиадой 2004 года дисквалифицированный за применение допинга австралиец Марк Френч заявил, что Дайка также пользовался препаратами из его комнаты в Австралийском институте спорта, но тот всё отрицал. Впоследствии тесты показали, что Дайка пользовался препаратами Френча, но допинга у него не обнаружили, после чего он признался, что брал у Марка обычные витамины, но, тем не менее, австралийцы сами дисквалифицировали его на 4 месяца за то, что он испортил имидж сборной. Иск, поданный спортсменом в Арбитражный спортивный суд в Сиднее, не увенчался для него успехом, и на Игры он не поехал.
Вернувшись в большой спорт, в марте 2005 года Дайка выиграл бронзу в спринте на чемпионате мира, а уже в июне вновь был дисквалифицирован, теперь уже на 3 года, за то, что напал на главного тренера сборной Мартина Барраса. Также за этот проступок Дайку приговорили к трём месяцам тюрьмы условно. Сам спортсмен объяснял подобное своё поведение пристрастием к алкоголю и депрессией. В декабре 2006 года дисквалификация с Джоби была снята.
Вечером 7 апреля 2009 года бездыханное тело спортсмена было найдено в его собственном доме в Аделаиде, причины смерти установлены не были. Смерть произошла 4 апреля.